# Thamnochortus bachmannii
Thamnochortus bachmannii là một loài thực vật có hoa trong họ Restionaceae. Loài này được Mast. miêu tả khoa học đầu tiên năm 1900.